# 박형준 (2001년)
박형준(2001년 6월 28일 ~ )은 전 독립야구단 경기도리그 연천 미라클의 외야수이다.

## SSG 랜더스시절
2021년에 입단하였다.

## 롯데 자이언츠시절
2023년에 입단하였다. 2023년 7월 12일 NC 다이노스와의 경기에 출전하며 데뷔 첫 경기를 치렀고, 경기에서 1타수 무안타를 기록했다. 2023년 시즌 후 방출됐다.